# Georg Freiherr von Lüttwitz
Georg Freiherr von Lüttwitz (n. 1851 – d. 1922) a fost unul dintre generalii Armatei Imperiale Germane din Primul Război Mondial.
A îndeplinit funcția de comandant al Diviziei 89 Infanterie în campania acesteia din România, având gradul de general-maior.:pp. 183-184